# Triebischtal (Meißen)

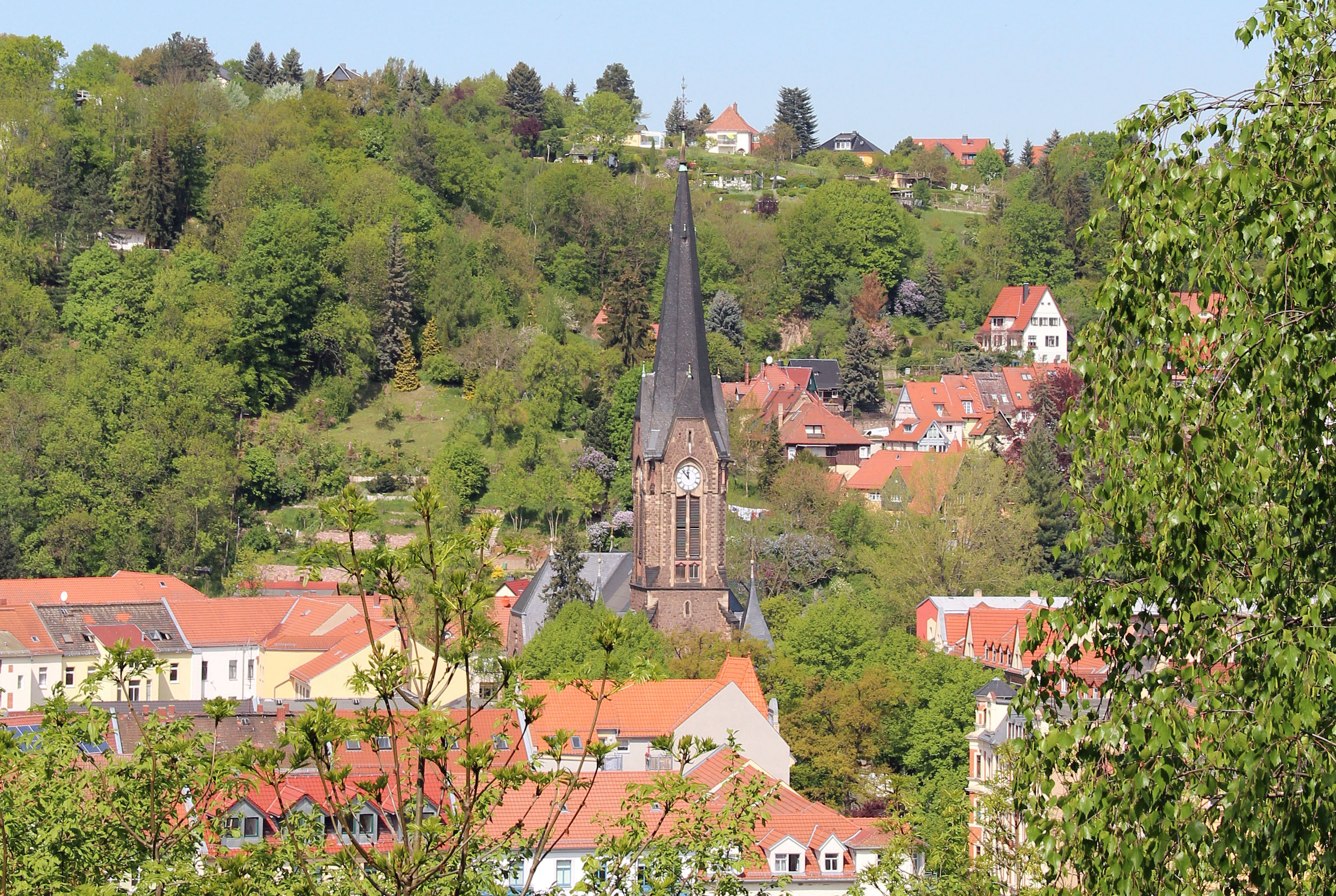
Triebischtal (Meißen) mit der Lutherkirche

Der Meißner Stadtteil Triebischtal liegt in der innerstädtischen Gemarkung Meißen im tief eingeschnittenen Sohlental der Triebisch. Flussabwärts schließt sich der Stadtteil Triebischvorstadt an.
Im Norden von Triebischtal befindet sich die Porzellanmanufaktur Meißen.

## Geschichte
Der zwischen bewaldeten Talhängen gelegene Stadtteil Triebischtal erstreckt sich heute mit überwiegender Wohnbebauung bis zur Ortslage Buschbad. An den Talhängen befinden sich attraktive Kleingartenanlagen, der Stadtpark und der Stadtwald. Die meisten der hier ehemals ansässigen Industriebetriebe wurden nach 1990 geschlossen oder werden heute anderweitig genutzt. So wurde zum Beispiel die ehemalige Jutespinnerei an der Talstraße unter Einbeziehung von Teilen ihrer historischen Fassaden in ein Einkaufszentrum umgebaut.
Obwohl die Triebisch durch den gesamten Stadtteil fließt, geht der heute umgangssprachlich verwendete Name Triebischtal auf den einst gebräuchlichen Namen Mühlenaue zurück. Erschlossen war das Triebischtal ursprünglich durch den alten Mühlweg als Fahrweg und dem alten Angerweg als Fußweg. Es gab hier einst viele Mühlen, die durch die Wasserkraft des Flusses und durch Einleitung von Wasser in den Mühlgraben betrieben wurden. Seit 1980 wird kein Wasser mehr in den Mühlgraben eingeleitet, er ist heute teilweise verfüllt. Nach Starkniederschlägen schwoll die Triebisch allerdings schon immer sehr schnell an und es kam zu schweren Hochwasserschäden. Diese Überschwemmungen verwüsteten oft das Weideland sowie die Äcker in der gesamten Talaue. Eine Regulierung der Triebisch vom Goldgrund bis zum einstigen Jacobiwerk wurde im Jahr 1871 begonnen. Der Rest des alten Triebischbettes wurde 1885 verfüllt. Eine weitere Flussregulierung an der Jaspisstraße erfolgte 1897, um das Betriebsgelände des Güterbahnhofs Meißen-Triebischtal erweitern zu können.
Ein beliebtes Ausflugsziel war einst die städtische Viehweide am heutigen Juteplan (Schützenplatz). Dort gab es zwischen 1735 und 1939 ein regelmäßig stattfindendes Schützenfest, das sich bald zu einem Meißner Volksfest entwickelte. Später diente der Platz auch für weitere Sportveranstaltungen, zahlreichen Jahrmärkten und Zirkusveranstaltungen. Im Jahr 1862 begann man mit dem Bau der Talstraße, denn die Verlegung der Porzellanmanufaktur Meißen ins Triebischtal forderte eine entsprechende verkehrsmäßige Erschließung. Attraktiv als Wohn- und Industriegebiet wurde das Triebischtal ebenfalls durch den Bau der Städtischen Gasanstalt, einer Molkerei sowie die Gründung des Jacobiwerkes und der Jutespinnerei. Später wurden hier auch noch zahlreiche keramische Betriebe gegründet. Im Jahr 1897 kam an der Talstraße 80 unweit der Porzellanmanufaktur eine Papierwarenfabrik hinzu, die vorwiegend bedruckte Papiertüten, Beutel und sonstiges Verpackungsmaterial für den Lebensmittel- und Drogeriehandel herstellte. Das Stanz- und Emaillierwerk „Teutonia“ gab es im Triebischtal bis 1939.
Am 27. September 1858 ging das Städtische Gaswerk an der Talstraße in Betrieb. Versorgt wurden vorerst 535 „Privatanschlüsse“ und 70 Straßenlaternen. Ab November 1861 wurden auch die heutigen Stadtteile Cölln, Niederfähre und Vorbrücke an die städtische Gasversorgung angeschlossen. Schon 1876 musste ein dritter Gasometer gebaut werden, dem 1899 ein weiterer folgte. Im Jahr 1902 wurden bereits 2.027.686 Kubikmeter Gas erzeugt. Fast alle Haushalte der Stadt und die Vorstädte waren um 1920 an das Gas–Rohrleitungsnetz angeschlossen. Für den Bezug von Stadtgas mussten alle Haushalte zunächst spezielle Marken vom Gaswerk erwerben, die dann in die Bezahleinheit der speziellen Gaszähler eingeworfen wurden. Derartige Wertmarken sind heute numismatische Raritäten. Am 12. Mai 1969 erfolgte die Stilllegung des Gaswerkes Meißen. Bereits 1958 speiste man in das Rohrleitungsnetz Ferngas zunächst aus Lauchhammer und später aus dem Verbundnetz ein. Das heute sanierte ehemalige Verwaltungsgebäude von 1914 an der Karl–Niesner–Straße 1 wird derzeit von der Meißner Stadtwerke GmbH genutzt.
Um 1900 gab es in der Nähe der Straßenbahn-Endstation Buschbad zahlreiche Schamotte-, Klinker- und Tonwarenfabriken, die jede Art von Kachelöfen herstellten. Nach dem Zweiten Weltkrieg gab es an der Ossietzkystraße den Wissenschaftlich-technischen Betrieb Keramik Meißen (WTK). Das WTK war ein Entwicklungsbetrieb für die feinkeramische Industrie. Zum Beispiel wurde hier das Feuerfest-Porzellan „Cardoflam“, das später im Porzellanwerk Freiberg mit einer Exportrate von 60 Prozent hergestellt wurde, entwickelt. Diese Porzellanerzeugnisse wurden u. a. nach Italien, Polen, in die Sowjetunion und die skandinavischen Länder exportiert. Im Jahr 1990 erfolgte die Umbildung des WTK zum Innovations-Centre Ceramics GmbH, heute Keramik-Institut Meißen GmbH.

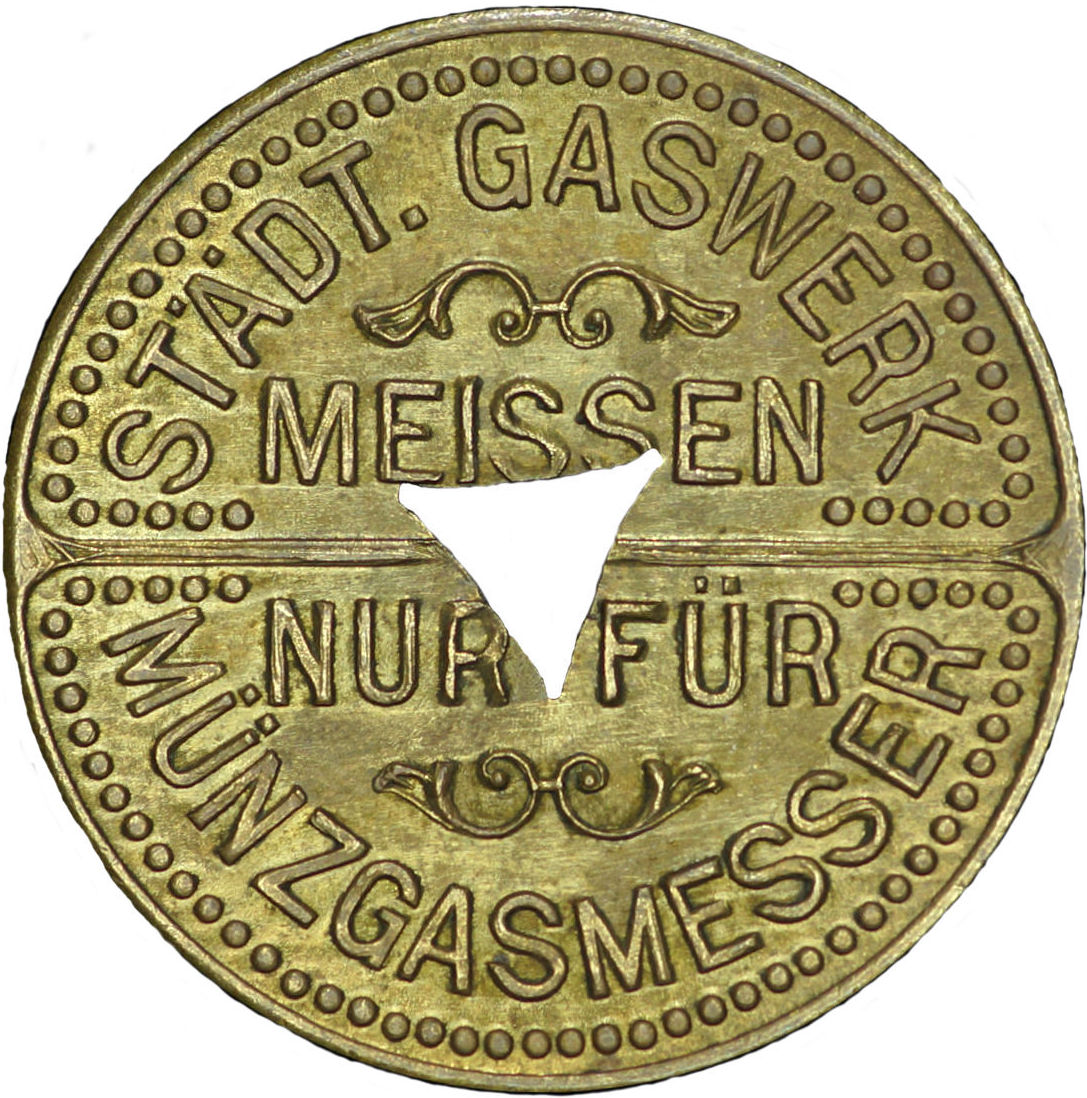
Stadtgasmarke von Meißen, Vorderseite, um 1920
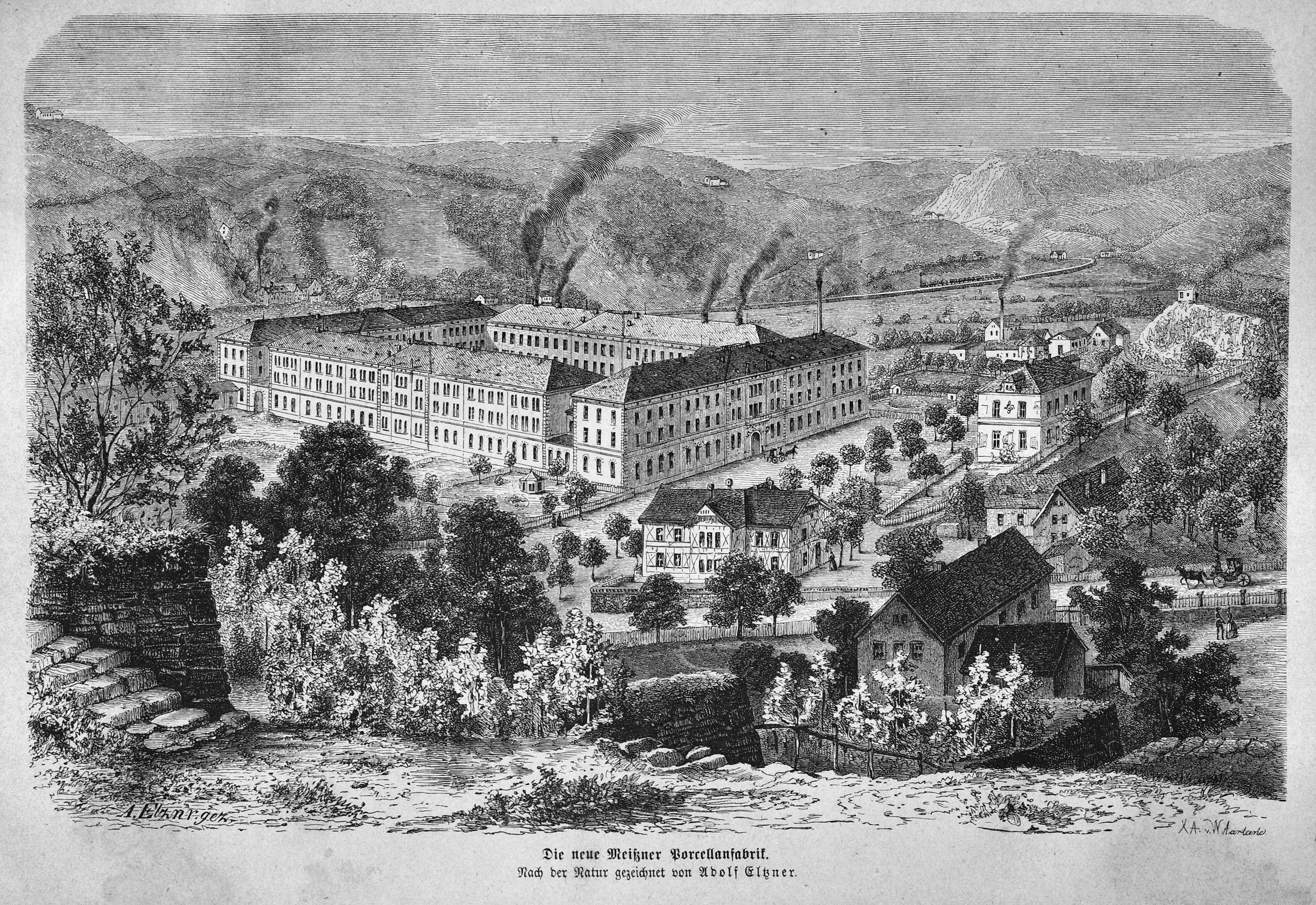
Porzellanmanufaktur 1869 in Triebischtal
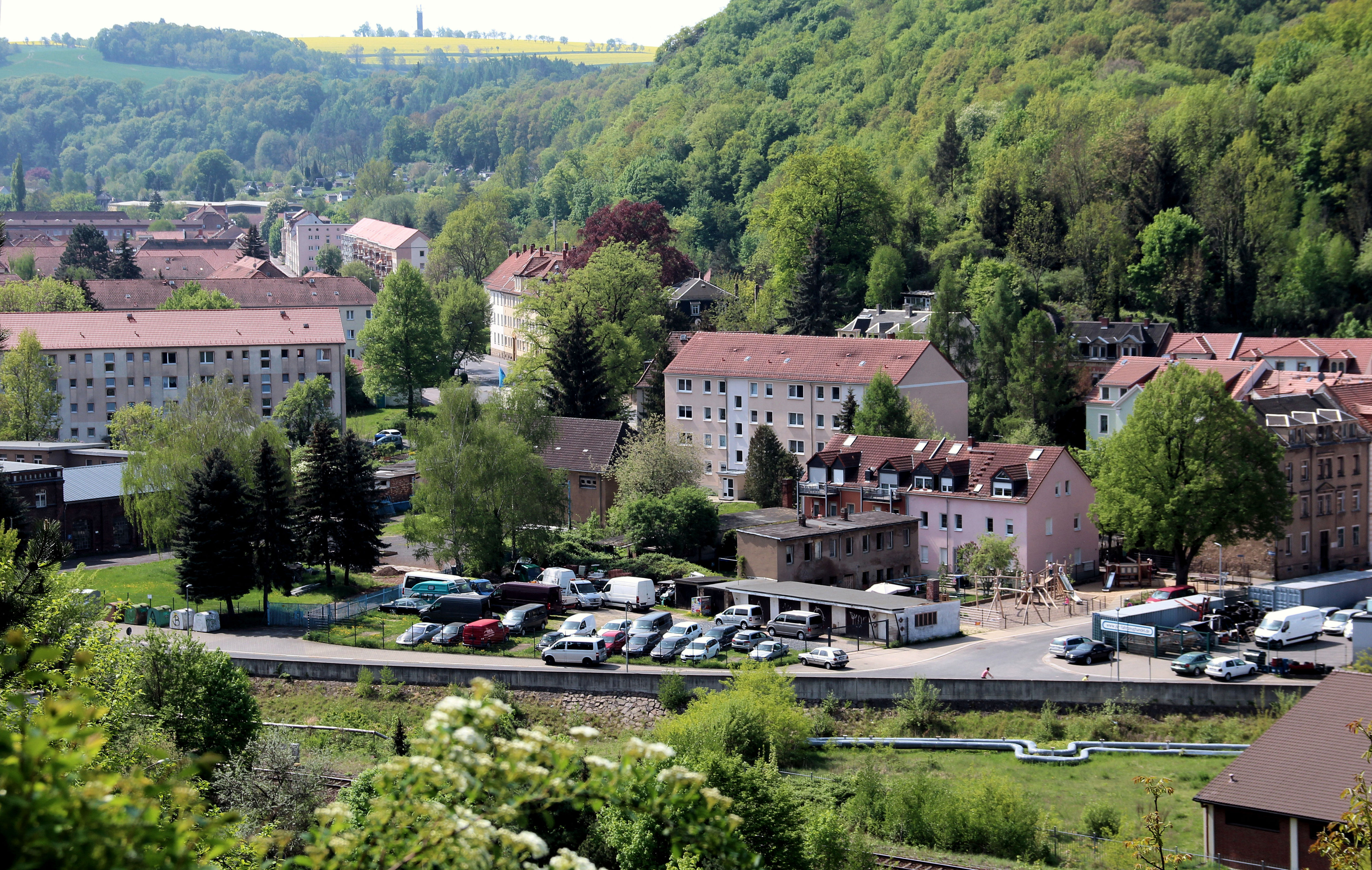
Triebischtal (Meißen) mit Blick in Richtung Buschbad und Polenz
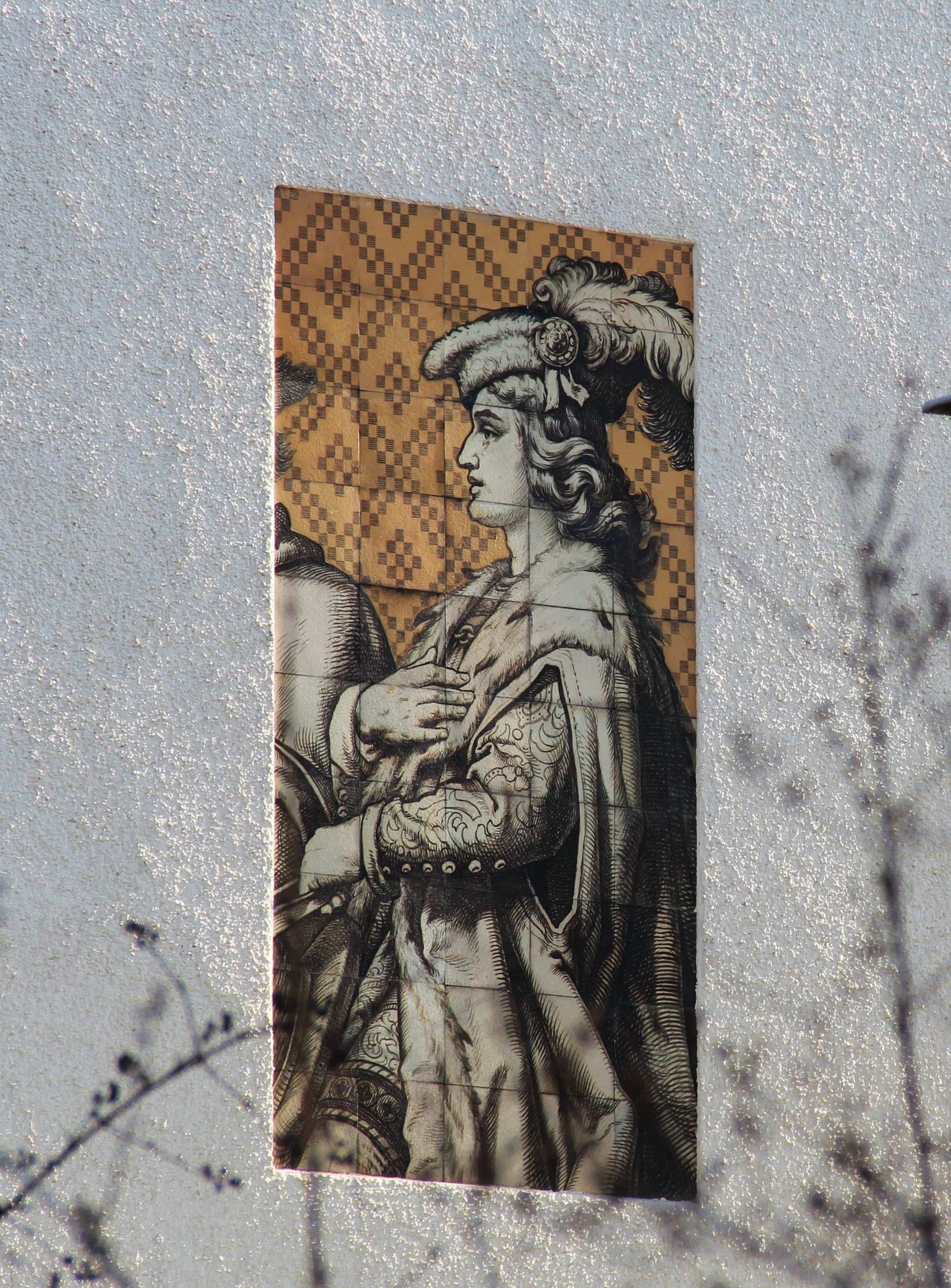
Probebild aus 50 Keramikfliesen mit Friedrich dem Ernsthaften an einer Hoffassade der Porzellanmanufaktur Meißen
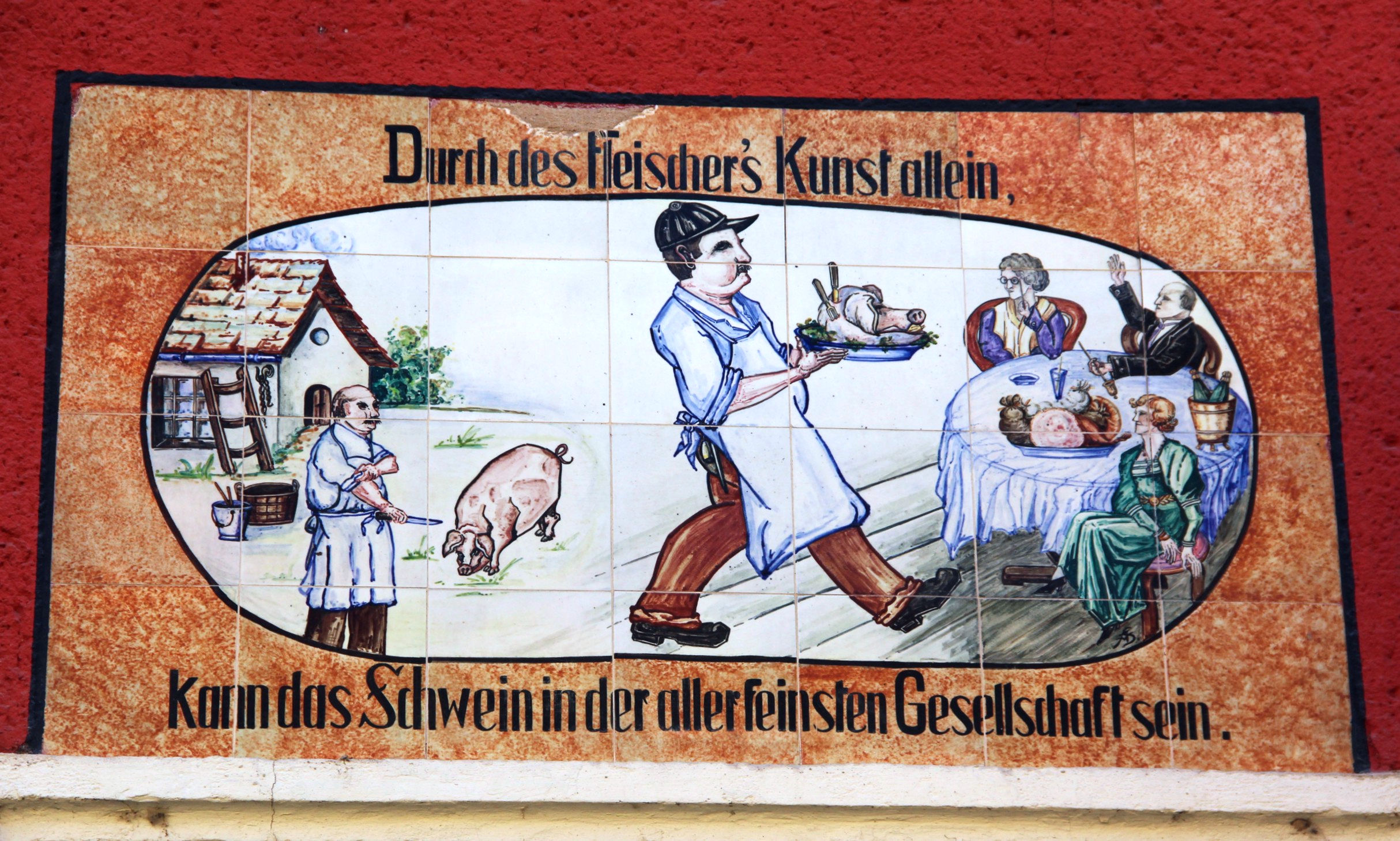
Keramisches Wandbild an einer ehemaligen Fleischerei an der Ossietzkystraße
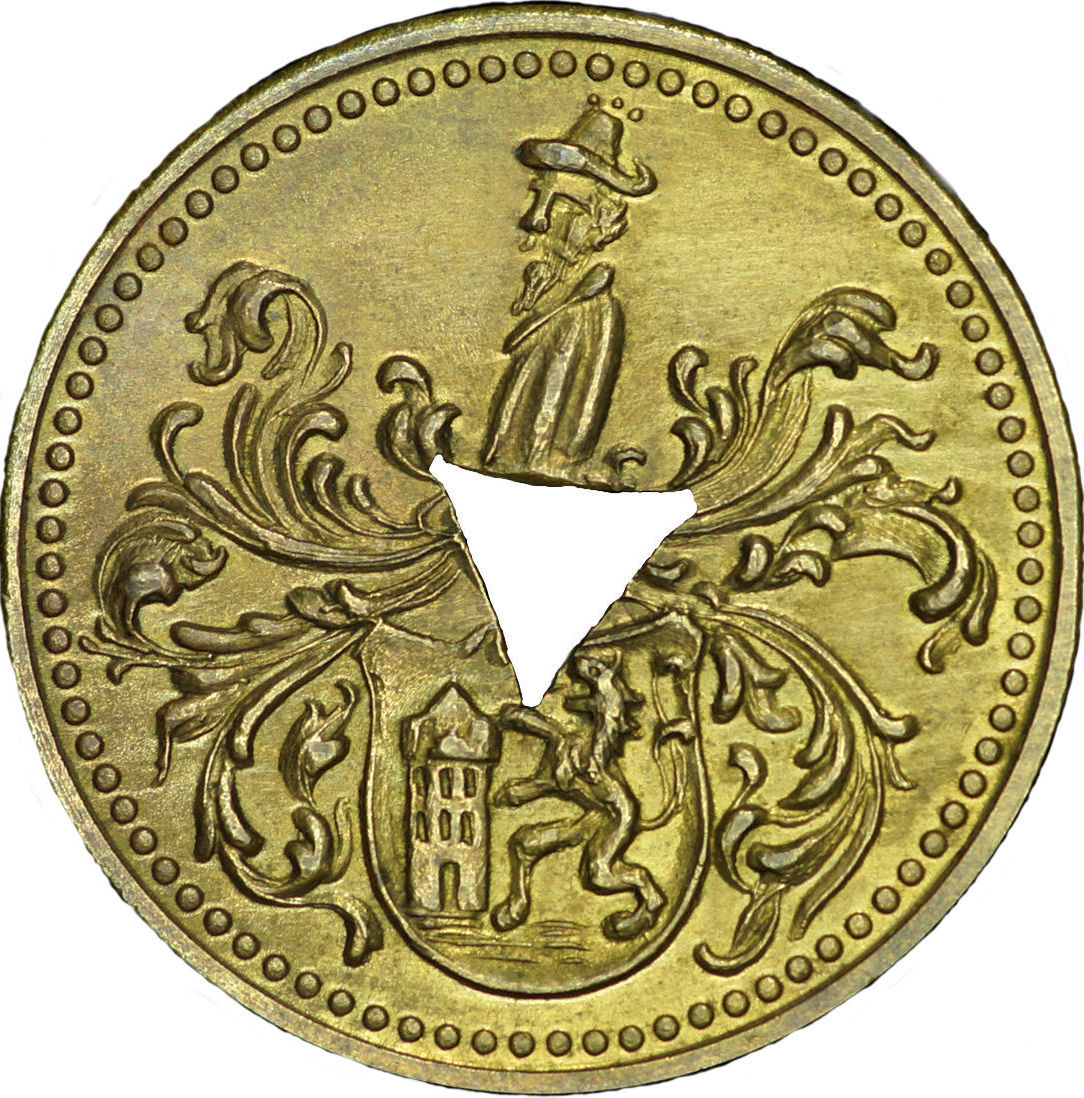
Stadtgasmarke von Meißen, Rückseite, um 1920

Eine erste einfache Bürgerschule (Triebischtalschule) gab es im Triebischtal an der heutigen Wettinstraße seit 1877 (Grundsteinlegung am 27. Mai 1876). Schon im Jahr 1888 erfolgte aus Platzmangel ein Flügelanbau, dem 1893 ein zweiter Flügelanbau folgte. Heute befindet sich hier die Triebischtalschule-1. Oberschule Meißen. Durch mehrere Hochwasser der Triebisch (z. B. 2002 und 2013) kam es zu Schäden an den Schulgebäuden.
Eine Personen-Haltestelle Meißen-Triebischtal mit Güterstation an der Bahnstrecke Borsdorf–Coswig gab es seit 1879. Am 1. Juni 1900 erfolgte seine Erhebung zum Bahnhof. Ab 1897 begann die Vergrößerung des Geländes für einen Güterbahnhof. Im Jahr 1928 war die Eröffnung des zweigleisigen Betriebes zwischen den Bahnhöfen Meißen und Meißen-Triebischtal. Nach 1945 wurde das zweite Gleis demontiert. Ab 1963 hat man den einst großen Güterbahnhof mit einer Hochbunkeranlage nebst Portalkran versehen und zum Knotenpunkt für den Kohlenumschlag in Meißen umgebaut. Dadurch kam es zu einer großen Staub- und Schmutzbelastung durch Kohlestaub im gesamten Triebischtal. Im Jahr 1991 erfolgte die Schließung des Umschlageplatzes. Das historische Bahnhofsgebäude von Meißen-Triebischtal aus dem Jahr 1879 wechselte nach 1990 oft die Besitzer bzw. Nutzer und steht nun leer. Der Bahnhof ist heute Endpunkt der Dresdner S-Bahn-Linie S1 von Schöna über Dresden und Meißen.
Von den drei Schmalspur-Bahnhöfen Meißen-Triebischtal, Meißen Jaspisstraße sowie dem Haltepunkt Meißen-Buschbad (Eröffnung 1943) gab es ab 1909 Verbindungen über die Schmalspurbahn Wilsdruff–Gärtitz nach Wilsdruff bzw. Lommatzsch. Die Strecke verlief von Wilsdruff über Meißen und Lommatzsch nach Gärtitz bei Döbeln. Die Stilllegung der Strecken erfolgte zwischen 1966 und 1972. Der Schmalspur-Bahnhof Meißen Jaspisstraße diente neben dem Personenverkehr vorwiegend dem Güterumschlag. Es bestanden dort Überladerampen Normalspur-Schmalspur. Außerdem gab es je ein Anschlussgleis (Normalspur) zur Güterstraßenbahn Meißen und zur Jutespinnerei.
Auf dem Gelände des ehemaligen Schmalspur-Bahnhofs Meißen Jaspisstraße begann im Jahr 1975 der Bau eines Heizkraftwerkes, das 1979 in Dauerbetrieb ging. Der Schornstein hatte ursprünglich eine Höhe von 142 Meter und wurde im Jahr 2000 auf eine Höhe von 92 Meter gekürzt. Das Heizkraftwerk versorgte ab 1979 viele kommunale Einrichtungen sowie 15 Großbetriebe der Stadt mit Fernwärme. 1992 erfolgte die Übernahme durch die Meißner Stadtwerke GmbH.
Ab 1899 führte die Meißner Straßenbahn ins Triebischtal. An der Jaspisstraße 11 lag das Straßenbahndepot. Es gab dort noch weitere Gleisanlagen und eine Umspuranlage für die Güterstraßenbahn. Trotz Einstellung des gesamten Personenverkehrs im Jahr 1936 wurde der Güterverkehr zu einigen Betrieben der Stadt beibehalten und zum Beispiel zur Porzellanmanufaktur noch bis Anfang 1968 fortgeführt. Heute werden einige Anlagen und Gebäude des ehemaligen Straßenbahndepots vom Bauhof der Stadt Meißen genutzt. Erhalten blieb neben anderen Gebäuden die ehemalige Fahrzeughalle vom Betriebshof der Straßenbahn, in der auch die historische Güterlok Nr. 3 untergestellt ist. Im Jahr 2019 wurde das gesamte Dach der Fahrzeughalle erneuert. Das Gebäude soll nach Stadtratsbeschluss vom Sommer 2020 wieder zum musealen Straßenbahndepot umgebaut werden.
Seit dem Hochwasser der Triebisch im August 2002 wurden viele Gebäude saniert oder abgerissen. Letztes betraf auch solche, die auf der Liste der Kulturdenkmale in Sachsen standen. So wurde zum Beispiel das historische Wartehäuschen für die Straßenbahn aus Teichert-Keramik an der Talstraße gegenüber der Böttgerstraße, das von Hochwasserschäden verschont geblieben war, abgerissen. Die Hauptstraße im Triebischtal (Talstraße bzw. Ossietzkystraße) wurde nach dem Hochwasser an vielen Stellen grunderneuert.

## Sehenswürdigkeiten
- Die mittelalterliche Nikolaikirche wurde in den 1920er Jahren im Inneren zur Kriegergedächtniskirche umgestaltet, die Skulpturen und Namenstafeln aus Meißner Porzellan gehören zu den eindrucksvollsten Kunstwerken der Porzellanmanufaktur aus dieser Epoche. Ihr Schöpfer war Emil Paul Börner (1888–1970), der spätere Direktor der künstlerischen Abteilungen Malerei und Plastik der Staatlichen Porzellanmanufaktur.
- Porzellanmanufaktur (Meißner Porzellan), alte Werkstätten und eine Schauwerkstatt in dem Neubau Meissen ART
- Porzellanmanufaktur: Probebild von Wilhelm Walther aus 50 Porzellanfliesen von 1903 zum Dresdner Fürstenzug an der Fassade vom Gebäude C. Dargestellt ist Friedrich der Ernsthafte
- Böttgerdenkmal: Das Denkmal für Johann Friedrich Böttger von 1891 befindet sich gegenüber der Porzellanmanufaktur in der Talstraße.
- Die in den Jahren 1885–1887 nach dem Entwurf des Architekten Friedrich Wilhelm Dürichen aus Meißen-Cölln im neugotischen Stil erbaute katholische Kirche St. Benno (Grundsteinlegung am 19. Mai 1885, geweiht am 6. November 1887) ersetzte den einstigen Kapellenraum in der Burgstraße 11 in der Altstadt von Meißen. Dieser Kapellenraum, der seit 1786 durch die katholische Gemeinde genutzt wurde, war durch den Zustrom katholischer Arbeitskräfte aus Schlesien, Böhmen und Polen zu klein geworden.[8]
- Triebischtalschule: historischer Schulbau von 1877
- Keramisches Wandbild „Hochzeit zu Kana“ von Ludwig Zepner und Karlheinz Schäfer aus dem Jahr 1966 am Gebäude Hirschbergstraße 7
- Bahnhofsgebäude Meißen-Triebischtal von 1879
- Die 1901–1904 im neugotischen Stil erbaute Lutherkirche (Grundsteinlegung am 31. Oktober 1901, geweiht am 24. Juni 1904) ersetzte die durch das Bevölkerungswachstum in der Industrialisierung zu klein gewordene Nikolaikirche als Heim der evangelisch-lutherischen Kirchengemeinde. Die Lutherkirchgemeinde wurde bereits am 1. Juli 1901 gegründet.[9] Die Kirche entstand nach einem Entwurf des Dresdner Architekten Woldemar Kandler und wurde in den 1970er Jahren durch einen Umbau an die schwindende Zahl der Gemeindemitglieder angepasst.
- Hohe Eifer mit Götterfelsen: Beliebte Ausfugsorte sowie Naturdenkmäler im Landschaftsschutzgebiet Triebischtäler im Landkreis Meißen in Sachsen
- Keramisches Wandbild aus den Teichert–Werken an der Hausfassade Ossietzkystraße 15
- Keramisches Fliesen-Wandbild „Former bei der Arbeit“ von Alfred Schütze aus dem Jahr 1955 am ehemaligen Kulturhaus der Schamottefabrik, Ossietzkystraße 37/38.
- Reste vom ehemaligen herrschaftlichen Landsitz der Huttenburg nebst der im Jahr 2020 sanierten Kapelle im neugotischen Stil